# 1675 en philosophie
Chronologie de la philosophie
- 1671
- 1672
- 1673
- 1674
- 1675
- 1676
- 1677
- 1678
- 1679

L’année 1675 a été marquée, en philosophie, par les événements suivants :

## Publications
- Simon Foucher :  Critique de la Recherche de la vérité, 1675 (sur l'œuvre de Malebranche).

- Bernard Lamy : La Rhétorique ou l'art de parler, Paris.

- Antoine Legrand :  Dissertatio de carentia sensûs et cognitionis in brutis, Londres attribué par erreur à Henri Jenkins, 1675, in-8°

- François Poullain de La Barre :  De l’Excellence des hommes contre l’égalité des sexes, Paris, J. Du Puis, 1675.

## Naissances
- 11 octobre à Norwich : Samuel Clarke (décédé le 17 mai 1729) est un théologien britannique.